# (32533) Tranpham
(32533) Tranpham est un astéroïde de la ceinture principale.

## Description
(32533) Tranpham est un astéroïde de la ceinture principale. Il fut découvert le 11 août 2001 à Socorro (Nouveau-Mexique) par le projet LINEAR. Il présente une orbite caractérisée par un demi-grand axe de 2,33 UA, une excentricité de 0,13 et une inclinaison de 7,4° par rapport à l'écliptique.

## Compléments